# ZNX (アルバム)
『ZNX』（ジンクス）は、日本のバンド、ZNXの1枚目のアルバム。

## 内容
ZNX初のアルバムは編曲・サウンドプロデュースを佐藤宣彦が担当した。ギターの松尾宗仁は「バンドのグルーブないからルーズなロックはやめて、かちっと計算高い楽曲をやろうと。アメリカンロックが凄く好きだから晴れた空の下でハイウェイでぶっ飛ばすような感じの世界を2人で制作した」、とコメントした通り、ZIGGYとの違いを明確にした作品に仕上がっている。

## 収録曲
1. Crazy Driver
2. あらかじめ失われた時を求めて
3. 裸足の天使たち
4. 傷だらけのファイティング・ポーズ（album ver.）
5. 君の瞳の中から
6. 風のにほいがする頃
7. Madness City
8. サヨナラに接吻を（album ver.）
9. 抱きしめて眠れ
10. So,ファッション
11. ハーフ・ムーン
12. Rock'n Roll Paradice（U-he U-he Ver.）

作詞：妹尾研祐　作曲：松尾宗仁　編曲：松尾宗仁・佐藤宣彦・鷹羽仁

## 参加ミュージシャン
- 妹尾研祐 - ボーカル
- 松尾宗仁 - ギター
  - 江川ほーじん - ベース(#7)
  - 関雅夫 - ベース
  - 小森啓資 - ドラム
  - 鷹羽仁 - キーボード
  - 三国義貴 - ピアノ
  - 川村ケン - オルガン
  - 佐藤宣彦 - コーラス
  - 松葉美穂 - コーラス